# Chùa Duyên Ninh
Chùa Duyên Ninh là ngôi chùa cổ còn được gọi là chùa Cầu Duyên. Chùa được xây dựng từ thế kỷ X dưới thời vua Đinh Tiên Hoàng. Chùa là di tích đặc biệt thuộc khu di tích Cố đô Hoa Lư và cũng nằm trong quần thể di sản thế giới Tràng An ở Ninh Bình. Chùa Duyên Ninh được xem là một trong những ngôi chùa cầu duyên nổi tiếng nhất ở Việt Nam.

## Vị trí
Chùa Duyên Ninh nằm ở làng cổ Chi Phong, phường Tây Hoa Lư, Ninh Bình. Từ Hoa Lư theo đại lộ Tràng An 10 km tới chùa.
Chùa Duyên Ninh cùng với chùa Am Tiên, chùa Kim Ngân, chùa Cổ Am, chùa Nhất Trụ là những chùa cổ thời Đinh - Lê nằm trong khuôn viên kinh thành Hoa Lư còn tồn tại đến ngày nay. Trong số đó, chùa Duyên Ninh cùng với chùa Kim Ngân nằm ở vị trí thành Tây của kinh đô xưa. Cũng như chùa Nhất Trụ, chùa Duyên Ninh là nơi thờ phật và các nhà sư thế kỷ 10 như Pháp Thuận, Khuông Việt và Vạn Hạnh.
Duyên Ninh tự nằm cạnh đại lộ Tràng An, rất gần đền Vua Đinh Tiên Hoàng và giữa 2 điểm du lịch là chùa Bái Đính và khu du lịch sinh thái Tràng An. Chùa quay hướng đông bắc, gồm có chính điện, nhà tổ, phòng khách, nhà ăn, tháp…

## Lịch sử hình thành
Tương truyền, Chùa Duyên Ninh là nơi các công chúa thời Đinh-Lê thường qua lại. Tại đây, công chúa Lê Thị Phất Ngân và tướng công Lý Công Uẩn đã thề hẹn ở đó mà sinh ra Lý Phật Mã (sau là vua Lý Thái Tông) vào năm 1000. Sau này khi Lý Thái Tông trở về đây dẹp loạn Khai Quốc Vương đã đổi tên chùa thành chùa Duyên Ninh. Cuối đời, Hoàng hậu Phất Ngân đã về đây tu hành và trông coi mộ phần thân phụ là Hoàng đế Lê Đại Hành. Tại đây, Hoàng hậu đã tác hợp cho nhiều đôi lứa thành đôi và từ đó Duyên Ninh trở thành ngôi chùa cầu duyên ở cố đô Hoa Lư. Cầu duyên được hiểu là cầu cho duyên phận, duyên tình, duyên số,... được như ý. Chữ duyên bao hàm sự may mắn, có yếu tố khách quan bên cạnh sự nỗ lực của con người. Chùa Duyên Ninh ngoài thờ Phật còn thờ rất nhiều chư vị thần tiên, điển hình như thờ Ông Tơ - Bà Nguyệt, Kim Hoa Thánh Mẫu (vị nữ thần cai quản việc sinh nở, theo tín ngưỡng dân gian),...
Lý Thái Tông sinh ngày 26 tháng 6 âm lịch năm Canh Tý, niên hiệu Ứng Thiên thứ 7 thời Tiền Lê (tức 29 tháng 7 năm 1000) ở ngôi chùa Duyên Ninh trong kinh đô Hoa Lư (Ninh Bình ngày nay). Theo Đại Việt sử ký toàn thư, khi vua mới sinh, ở phủ Trường Yên có con trâu của nhà dân tự nhiên thay sừng khác, người có trâu ấy cho là điềm không lành, lấy làm lo ngại. Có người giỏi chiêm nghiệm đi qua nhà người ấy cười mà nói rằng: "Đó là điềm đổi mới thôi, can dự gì đến nhà anh" thì người ấy mới hết lo. Tương truyền thuở nhỏ ông đã có 7 nốt ruồi sau gáy như chòm sao thất tinh (sao Bắc Đẩu). Sau này ông trở thành vị Hoàng đế thứ hai của Nhà Lý.
Chùa Duyên Ninh hiện tại là một chùa cổ kính, nằm nép mình bên các dãy núi xưa là kinh thành của Hoa Lư. Do nằm giữa 2 điểm du lịch nổi tiếng là khu du lịch sinh thái Tràng An và chùa Bái Đính nên chùa Duyên Ninh vì thế mà được nhiều người biết đến. Trên địa bàn xã Trường Yên hiện còn 6 chùa gồm: chùa Nhất Trụ, chùa Am Tiên, chùa Kim Ngân, chùa Cổ Am, chùa Bà Ngô và chùa Duyên Ninh. Tương truyền, Mỗi chùa gắn với một sự tích khác nhau như cầu phúc thì đến chùa Cổ Am, cầu lộc vào chùa Kim Ngân, cầu danh vào chùa Nhất Trụ, cầu thọ vào chùa Bà Ngô, cầu tài vào chùa Am Tiên còn cầu duyên thì vào chùa Duyên Ninh...

## Hình ảnh
|  |  |  |  |  |  |  |  |